# Lac Buena Vista
Pour les articles homonymes, voir Buena Vista.
Le lac Buena Vista (en anglais : Buena Vista Lake) est un lac américain dans le comté de Madera, en Californie. Il est situé à 2 768 mètres d'altitude au sein de la Yosemite Wilderness, dans le parc national de Yosemite.